# Common table expression
Em banco de dados SQL, Common table expression (CTE) é uma alternativa a subquerys, views, e funções definidas pelo usuário.
CTE é então um conjunto nomeado e temporário de resultados, derivado de uma consulta simples e definido sob o escopo de execução de uma declaração SELECT, INSERT, UPDATE, ou DELETE.

## Common table expressions
CTE é suportada pelos, entre outros, bancos de dados DB2, Firebird, Microsoft SQL Server, Oracle e PostgreSQL.
Sintaxe:
```
WITH
 
[
RECURSIVE
]
 
expressão_with
 
[,
 
...]

SELECT
...

```

onde expressão_with deve ser:
```
nome_para_identificação
 
[
 
(
nome_coluna
 
[,...])
 
]
 
AS
 
(
SELECT
 
...)

```